# Sant'Antonino (Corsica)
Sant'Antonino is een gemeente in het Franse departement Haute-Corse (regio Corsica) en telt 92 inwoners (2009). De oppervlakte bedraagt 4,1 km², de bevolkingsdichtheid is dus 22,4 inwoners per km². Het dorp is lid van Les Plus Beaux Villages de France.

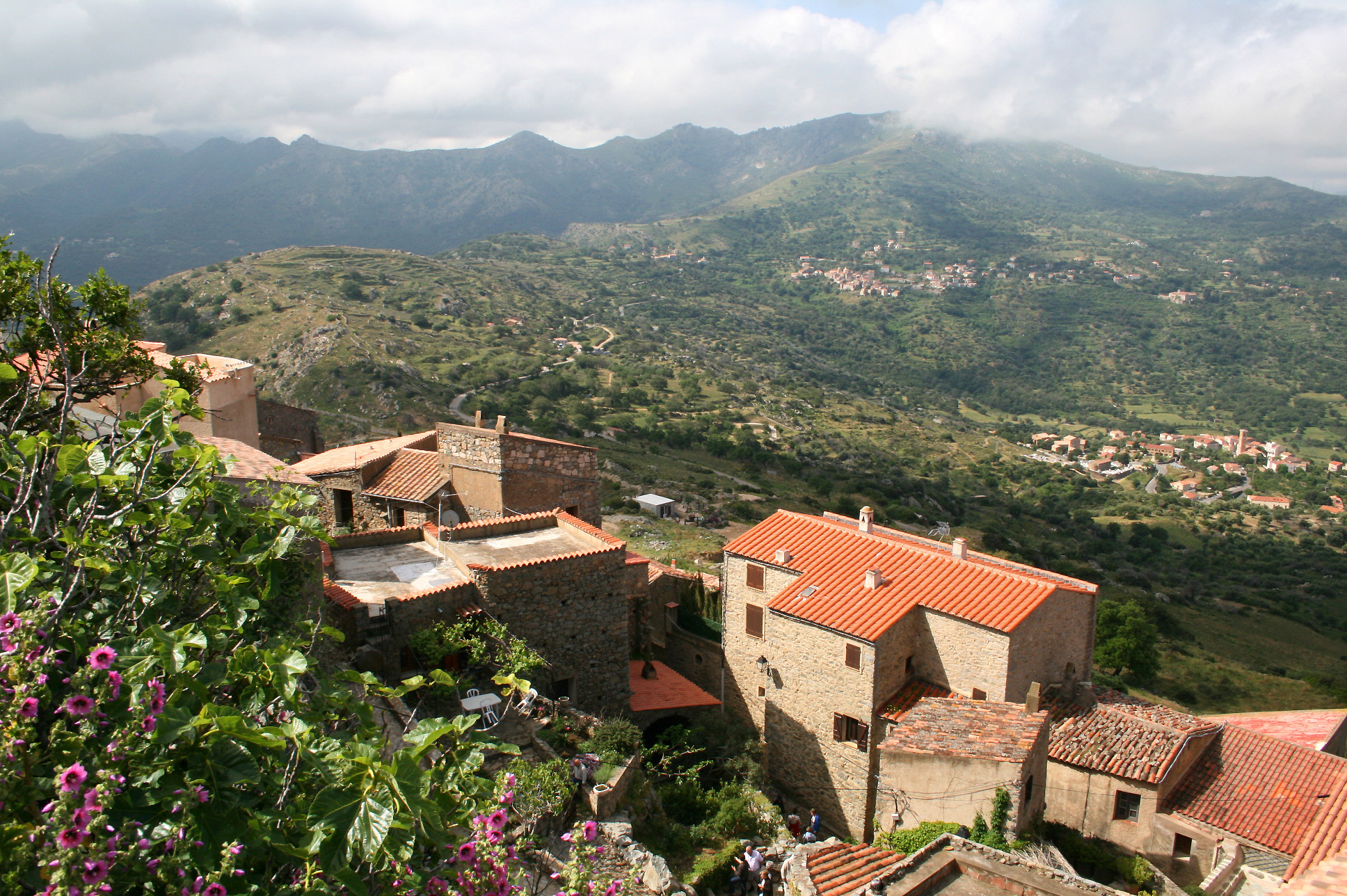
Sant'Antonino en de dorpen van de Balagne.

## Demografie
Onderstaande figuur toont het verloop van het inwonertal.
Vanwege een beveiligingsprobleem met de MediaWiki Graph-software is het momenteel niet mogelijk deze grafiek weer te geven. Zodra de software is bijgewerkt zal de grafiek vanzelf weer zichtbaar worden.
(Sortering op regio > departement (vet) > gemeente)